# 小池雄大
小池 雄大（こいけ ゆうだい、1995年11月5日 - ）は、愛知県名古屋市出身のサッカー選手。ポジションはFW。
弟の小池晃広もサッカー選手。

## 来歴
米沢中央高等学校では2年生までFWを務めていたが、3年生でDFに転向。さらに主将に就任すると、第92回全国高等学校サッカー選手権大会に同校初出場へ導いた。
高校卒業後、神奈川大学に進学。卒業後はリトアニアのDFKダイナヴァ・アリートゥスに入団。同年夏にFCクピシュキスに期限付き移籍し、翌年に完全移籍した。
2020年1月28日にFCジュガス・テルシェイに完全移籍した。翌年には弟もチームメイトとして加わり、弟の選手初出場となった4月8日の試合では、その弟との交代でピッチを後にした。
2023年にウズベキスタン・スーパーリーグ所属のPFCディナモ・サマルカンドに完全移籍した。
翌年にFKベオグラードに完全移籍した。同年夏に弟も加入したため、再び兄弟でチームメイトとなった。